# Promise (álbum de Sade)
Promise es el segundo álbum de estudio del grupo inglés Sade. Fue lanzado en el Reino Unido el 4 de noviembre de 1985 por Epic Records y en los Estados Unidos el 15 de noviembre de 1985 por Portrait Records.
Los éxitos mayores de este álbum fueron "The Sweetest Taboo" y "Never as Good as the First Time", los cuales llegaron al número cinco y veinte del Billboard Hot 100 en los EE. UU. respectivamente. También, "Is It a Crime" fue lanzado como sencillo. Mientras no era inicialmente exitoso como su álbum debut Diamond Life, Promise se convirtió en el primer álbum de la banda en encabezar las listas de álbumes tanto en el Reino Unido como en los Estados Unidos, ayudados por una aparición en Live Aid y un cameo en la película Absolute Beginners.
El título Promise proviene de una carta del padre de Sade Adu donde se refiere a la "promesa de esperanza" para recuperarse del cáncer.

## Lista de canciones

### CD y casete
1. "Is It a Crime" (Sade Adu, Stuart Matthewman, Andrew Hale) – 6:20
2. "The Sweetest Taboo" (Adu, Martin Ditcham) – 4:37
3. "War of the Hearts" (Adu, Matthewman) – 6:47
4. "You're Not the Man" (Adu, Matthewman) – 5:10
5. "Jezebel" (Adu, Matthewman) – 5:30
6. "Mr Wrong" (Adu, Matthewman, Hale, Paul Denman) – 2:52
7. "Punch Drunk" (Hale) – 5:25
8. "Never as Good as the First Time" (Adu, Matthewman) – 4:59
9. "Fear" (Adu, Matthewman) – 4:09
10. "Tar Baby" (Adu, Matthewman) – 3:58
11. "Maureen" (Adu, Hale, Denman) – 4:20

### LP
1. "Is It a Crime"
2. "The Sweetest Taboo"
3. "War of the Hearts"
4. "Jezebel"
5. "Mr Wrong"
6. "Never as Good as the First Time"
7. "Fear"
8. "Tar Baby"
9. "Maureen"

## Personal
- Sade Adu – voz, productora, arreglista
- Stuart Matthewman – guitarra, saxofón, productor, arreglista
- Paul Denman – bajo, productor, arreglista
- Andrew Hale – teclados, productor, arreglista

Personal adicional
- Terry Bailey – trompeta
- Lee Barrett – mánager
- Pete Beachill – trombón
- Carlos Bonnell – guitarra
- Pete Brown – asistente de ingeniería
- Tom Coyne – remasterización
- Martin Ditcham – percusión
- Simon Driscoll – asistente de ingeniería
- Dave Early – batería, percusión
- Nick Ingman – arreglista
- Jake Jacas – voz
- Phil Legg – asistente de ingeniería
- Robin Millar – productor
- Mike Pela – productor, ingeniería, mezcla, ingeniería de producción, cuerdas
- Ben Rogan – productor
- Graham Smith – diseño
- Toshi Yajima – fotografía

## Posicionamiento

### Listas
| Lista (1985/1986)      | Posición |
| ---------------------- | -------- |
| Austrian Albums Chart  | 6        |
| German Albums Chart    | 2        |
| Norwegian Albums Chart | 6        |
| Swedish Albums Chart   | 4        |
| Swiss Albums Chart     | 1        |
| UK Albums Chart        | 1        |
| US Billboard 200       | 1        |
| US Top Black Albums    | 1        |
| US Top Jazz Albums     | 4        |

### Certificaciones
| País           | Certificación |
| -------------- | ------------- |
| Canadá         | 2× platino    |
| Finlandia      | Platino       |
| Francia        | Platino       |
| Alemania       | Platino       |
| Reino Unido    | 2× platino    |
| Estados Unidos | 2× platinum   |